# مزرعه (کتاب)
مزرعه (به انگلیسی: The Farm) رمان تریلر روانکاوانه‌ای است نوشته نویسنده انگلیسی، تام راب اسمیت که در سال ۲۰۱۴ منتشر شده است.

## درونمایه‌ها
داستان رمان مزرعه براساس اتفاقی که در زندگی خود تام راب اسمیت اتفاق افتاده گرفته شده و حول شخصیت‌های خودش، پدرش و مادرش می‌گذرد. این کتاب با موضوعاتی مثل خانواده، سلامتی و حقیقت می‌شود منبع الهام تام راب اسمیت بیماری پارانویای مادرش بود، که در دوره‌ای از زندگی‌اش ادعا می‌کرد سالم است و پدرش در حال توطئه‌چینی علیه اوست که او را در تیمارستانی بستری کند.

## اقتباس
در مارس ۲۰۱۴ بی‌بی‌سی فیلمز حق ساخت فیلم را از روی کتاب خرید.